# 세토오하시선

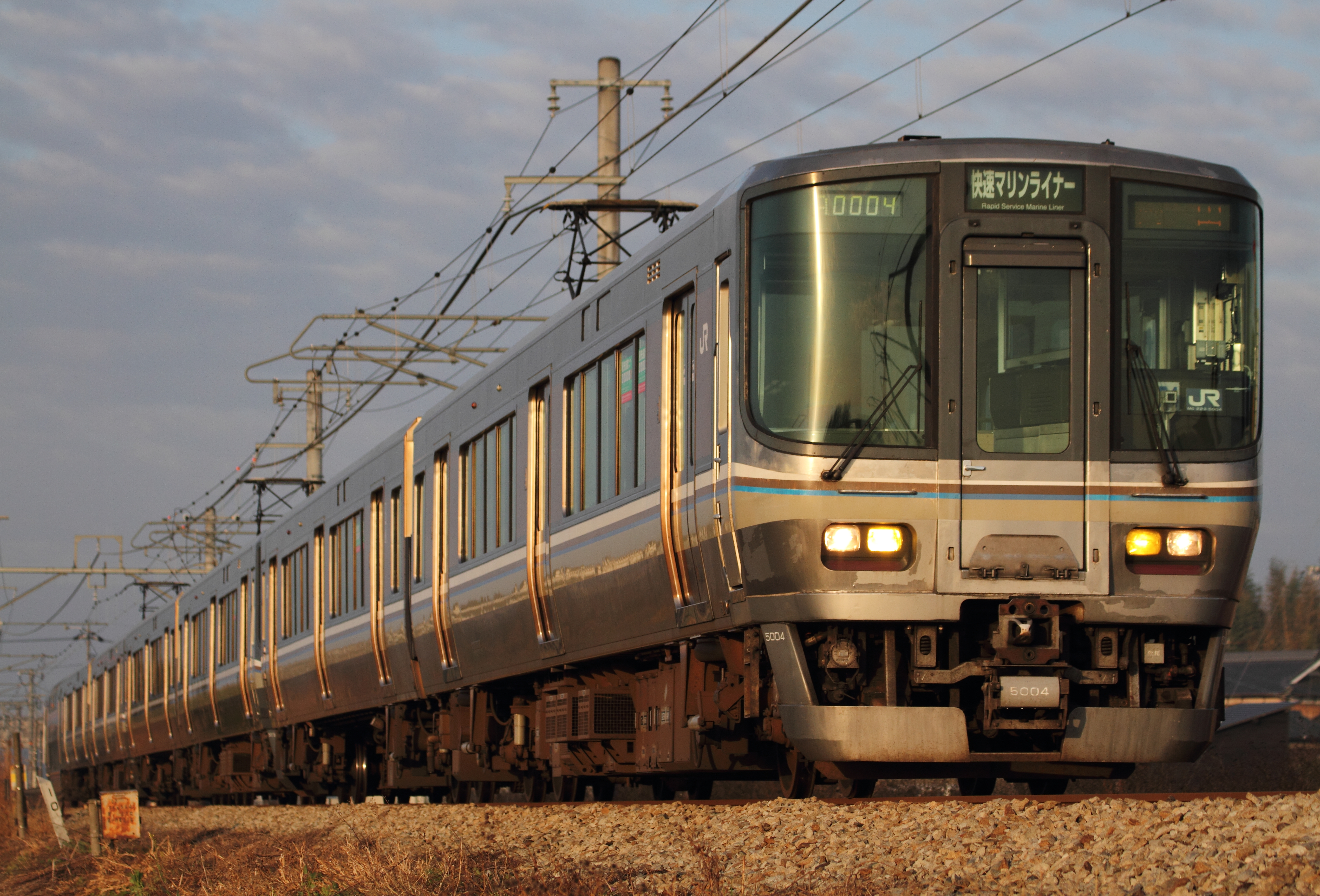

세토오하시선(瀬戸大橋線, せとおおはしせん, 세토 대교선)은 세토 대교를 지나 오카야마현 오카야마시 기타구의 오카야마역과 가가와현 다카마쓰시의 다카마쓰역을 잇는 서일본 여객철도와 시코쿠 여객철도 철도 노선의 애칭이다. 다음의 노선으로 구성되어 있다.
- JR 서일본
  - 우노선: 오카야마역~자야마치역 사이
  - 혼시비산선: 자야마치역~고지마역 사이
- JR 시코쿠
- 혼시바시선: 고지마역~우타즈역 사이
- 요산선: 우타즈역~사카이데역~다카마쓰역 사이

여객 안내 시에 원칙으로서는 혼시비산선 열차에 대해서만 세토오하시선의 호칭이 사용되고 있지만, 자야마치역에서 오카야마 방면 열차는 세토오하시선 계통이 본선으로 취급되고 있어, 2020년 시간표 개정 시점에서는 이 구간만 운해하는 정기 왕복 운행 열차에 대해서도 세토오하시선으로 안내되며, 자야마치역에서 우노 방면 진출 열차만을 "우노미나토선(우노선)"으로 안내하고 있다.

## 같이 보기
- 쓰가루 해협선